# 2050 (фильм)
2050 — американский независимый научно-фантастический драматический фильм 2018 года, снятый Принстоном Холтом, с Дином Кейном, Сторми Майей и Стефани Блум в главных ролях. Премьера состоялась 16 ноября 2018 года на фестивале независимого кино в Вильямсбурге, а в прокат картина вышла 1 марта 2019 года. Она была распространена ANERKE.
Фильм получил неоднозначные отзывы, а также 16 наград, в том числе за операторскую работу, сценарий и визуальные эффекты. Он также был официально отобран на Берлинском фестивале научно-фантастических фильмов, Остинском кинофестивале Other World’s и Бостонском фестивале научно-фантастических фильмов.

## Сюжет
Майкл Грин (Дэвид Вон), женат, дизайнер видеоигр и отец двоих детей, изо всех сил пытается найти близость со своей женой (Ирина Абрахам). Узнав, что его зять Дрю (Девин Фуллер) купил настраиваемого секс-робота, он обращается на склад, которым управляет Максвелл (Дин Кейн), чтобы создать себе идеальную пару.

## В ролях
- Дин Кейн — Максвелл
- Сторми Майя — Квин
- Стефани Блум — София
- Девин Фуллер — Дрю
- Дэвид Вон — Майкл Грин
- Ирина Абрахам — Брук Грин
- Хоуп Блэксток — Элли
- Джонатан Эрколино — Кэмерон
- Джейс Николь — Диана
- Шэннон Холт — Рейн Реган
- Крис Рикинья — Дэвид

## Производство и выпуск
Съёмки завершились в январе 2018 года; картина стала третьим фильмом режиссёра Принстона Холта. Соавторы и многие из продюсеров также исполняли дополнительные роли: Холт руководил, Экли писал сценарии, а Вон и Рикинья играли. Команда выразила свою признательность «необычно поддерживающей группой инвесторов» во время работы над этим проектом. Постпродакшн планировалось завершить в марте 2018 года.
Первая премьера состоялась на фестивале независимого кино в Вильямсбурге 17 ноября 2018 года, в кинотеатры фильм 2050' поступил 1 марта 2019 года в Лос-Анджелесе и показал хорошие результаты, не отставая от блокбастеров, таких как «Как приручить дракона» в первые выходные, а затем был показан в течение дополнительной недели, прежде чем отправиться в другие избранные города.

## Критика
Кайл Джонатан из The Movie Sleuth описывает 2050 как «одно из первых прекрасных бедствий года», аплодируя операторской работе, задумке и актёрской игре. В статье для LA Times Ноэль Мюррей прокомментировал: «К их чести, Холт и его соавтор Брайан Экли создали реалистичный мир ближайшего будущего с ограниченным бюджетом».
Фильм получил награду за самый провокационный фильм на Бостонском фестивале научно-фантастических фильмов 2019 года.